# NGC 5921
NGC 5921 (другие обозначения — UGC 9824, MCG 1-39-21, ZWG 49.146, IRAS15194+0514, PGC 54849) — галактика в созвездии Змея.
Этот объект входит в число перечисленных в оригинальной редакции «Нового общего каталога».
В галактике вспыхнула сверхновая SN 2001X типа IIp, её пиковая видимая звездная величина составила 17,0.